# 安角
安角（英語：Cape Ann）是美国马萨诸塞湾的一个半岛，距波士顿东北部30英里（48），它是马萨诸塞湾北部起点。安角有格洛斯特和埃塞克斯、滨海曼彻斯特和罗克波特等城镇。

## 词源
1606年夏，法国探险家萨缪尔·德·尚普兰第二次到访安角。他在格洛斯特上岸，绘制了当地地图。八年后，英国船长约翰·史密斯以他在土耳其遇到一名的女战俘的名字将这块地区命名为“Cape Tragabigzanda”。
史密斯向查理一世展示了他的地图，并让国王任意更改不合适的名称。安角便是国王所改地名之一，以其母丹麦的安娜命名。

## 历史
在欧洲定居者到来之前，安角是居住在这里的土著人的家园。安角的英国殖民地始建于1623年。这是继波帕姆殖民地、普利茅斯殖民地和南塔斯克特海滩之后在新英格蘭建立的第四个建立的殖民地。多切斯特公司的两艘船带来了32人，在安角定居点。
1800年代中期，安角开始以出产铺路的花岗岩出名。菲茨·亨利·莱茵等艺术家也活跃于此。安角博物馆收藏有不少描绘当地风景的画作。